# クンガ・サンポの乱

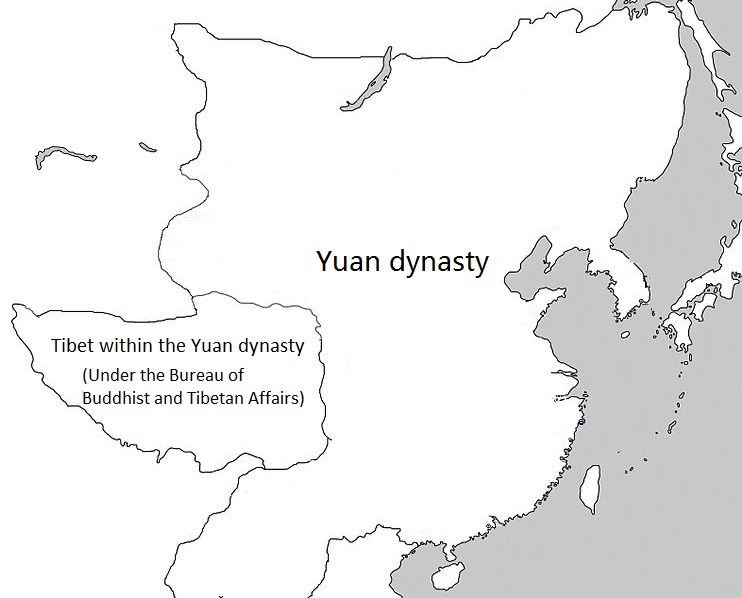
大元ウルス支配下のチベット地域

クンガ・サンポの乱（クンガ・サンポのらん）は、1275年にチベット仏教サキャ派のポンチェンであるクンガ・サンポが大元ウルスに対して起こした叛乱。
サキャ派の座主であったパクパは西平王アウルクチ率いるモンゴル軍の助けを得て叛乱を平定したため、モンゴル（大元ウルス）によるチベット支配が一層進展する契機となった事件であると位置づけられる。

## 背景

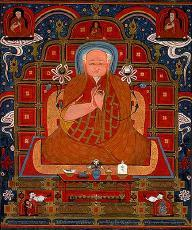
パクパの肖像画

1260年にクビライが帝位に就いた時、クビライはパクパを「国師（後に帝師とされる）｣に任命することでチベット世界およびモンゴル帝国仏教界の頂点に位置付けた。これによってサキャ派を通じたモンゴルによるチベット支配体制（所謂「サキャ政権」）が確立していくことになったが、これに反発する諸勢力も多く残っており、このような反対勢力によって起こされたのが「クンガ・サンポの乱」と「ディクン派の乱」であった。
1274年（至元11年）、パクパはクビライの慰留を振り切ってチベットに帰還することを決意し、帝師の地位を異母弟のリンチェン・ギェンツェンに譲ったが、このパクパのチベット帰還時に起こったのが「クンガ・サンポの乱」であった。「クンガ・サンポの乱」の経緯について詳しく語るのは15世紀後半に編纂されたチベット語史料の『漢蔵史集』である。『漢蔵史集』によると、パクパがチベットに帰還する際に「クンガ・サンポ が(パクパに対する)誓約を破った」と報告があったため、サンガを頭とする懲罰軍を派遣することを命じたとされる。
ただし、遠征軍が派遣されるに至った原因は単純にパクパとクンガ・サンポの個人的対立のみにあったわけではないようで、サキャ派自体の内部抗争も影響していたようである。この頃、サキャ派は東派（シャルパ）、西派（ヌプパ）、中間派（クンパ）、新房派（カンサルパ）の4系統に分かれていたが、西派の「クンガヅェとその兄弟」が「パクパと対立し、クビライの命により追放された｣ とされる一方、東派のイェシェー・リンチェンは「チベットに帰還するパクパを迎えるため派遣され、後にクビライに気に入られて帝師に任命された」と伝えられる。西派の衰退と東派の隆盛は史料上で明言こそされないものの、明らかにパクパ帰還時の争乱 (=クンガ・サンポの乱)に起因するものであり、パクパ＝東派勢力と、クンガ・サンポ＝西派勢力というサキャ派内部の2大勢力の対立が「クンガ・サンポの乱」の本質的原因であったと考えられる。
また、｢クンガ・サンポの乱｣の戦後処理の中で「上手のホル｣ に対して守備隊が設置されたとの記録がある。「上手のホル｣とはヤルンツァンポ川の上流、すなわちチベット高原西北部の勢力を指す用語であるが、この場合ほぼ同時期にクビライに対して叛乱を起こした「シリギの乱」に加担した勢力を指すのではないかと考えられる。すなわち、「クンガ・サンポの乱」はサキャ派内部の問題のみではなく、ユーラシア大陸を広く巻き込んだモンゴル帝国の内乱の一環としての性格も有していたと言える。

## 経過

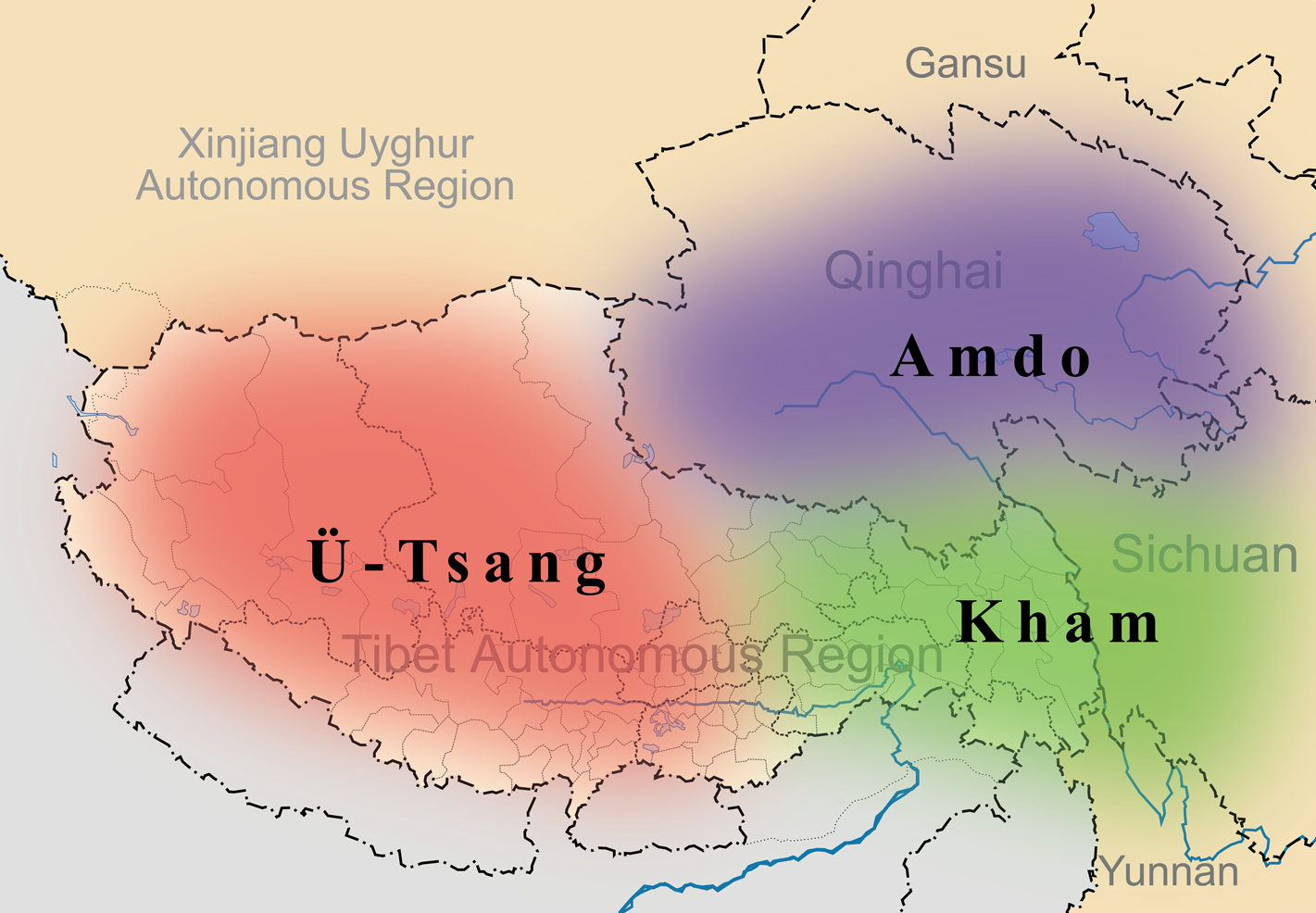
「チベット３チョルカ」の位置図。図中のアムド（Amdo）がドメー（mdo smad）、カム（Kham）がドトー（mdo stod）を指す。

『漢蔵史集』によると、クビライによるクンガ・サンポ討伐命令に対してサンガは以下のように献策したという｡
このチベット遠征軍の出動については漢文史料の『元史』にも記録があり、『元史』1275年（至元12年）3月乙亥条に以下のように記される。
『元史』と『漢蔵史集』の記述を比較すると、「モンゴル軍7万戸」が安西王マンガラとジビク・テムルが派遣した軍団で、「ドメーからの軍隊」が西平王アウルクチと駙馬ジャンギの軍団を指すものとみられる。
同じく『漢蔵史集』によると、パクパとともにチベット高原に侵攻したモンゴル軍はまずランドのカンマル（現在のチベット自治区康馬県〕の土塁を陥落させた。続いてヘルナムチャロクツァン（ギャンツェ付近の城塞）に投石器による攻撃によって陥落させ、クンガ・サンポを処刑することで任務を完了したという。
また、乱の結末について『フゥラン・テプテル』は簡潔に「クンガ・サンポをラマ〔バクバ〕は喜ばれず、セチェン〔=クビライ〕の命令で殺された」と記す。

## 戦後処理
先述したように、｢クンガ・サンポの乱｣でパクパに味方した東派（シャルパ）がサキャ派内部での地位を高め、逆に敵対した西派（ヌプパ）は中心人物が追放されて衰退した。第3代帝師ダルマパーラ・ラクシタ（パクパの甥）の死後、帝師の地位は第4代イェシェー・リンチェン（シャルパ）、第5代タクパ・オーセル（カンサルパ）、第6代ジャムヤン・リンチェン・ギェンツェン（シャルパ）、第7代サンギェパル（カンサルパ）とサキャの直系ではない家系から輩出されている。これは、｢クンガ・サンポの乱｣においてシャルパとカンサルパが大元ウルス側に味方したことに由来するのではないかと考えられている。
また、チベットでは他のモンゴル帝国の征服地と同様に、ジャムチ（駅伝制度）の整備が命じられていた。チベットにおけるジャムチの設置・整備は遅くともパクパの第一次帰国（1265年）までに行われていたが、『漢蔵史集』によると1287年に再びポンチェンのシュンヌワンチュクによって再び人口調査・ジャムチの設置が行われたとされる。この時ジャムチが新設されたのはチベット高原西部のガリーであり、クンガ・サンポの乱やディクン派の乱時に「上手のホル」が西方から侵攻してきたことへの対策として設置されたものと見られる。ただし、「上手のホル」の実態がどのようなものであったかは諸説ある。